# 교또조선중고급학교
교또조선중고급학교(교또朝鮮中高級學校 일본어: 京都朝鮮中高級学校 교토 조선 중고급학교[*])는 일본 교토부 교토시 사쿄구에 있는 중학교 및 고등학교 과정의 조선학교이다.

## 연혁
- 1946년 : 교또칠조조련국민학원 개교
- 1947년 : 교또조련서진초중등학교 개교
- 1953년 : 교또조선중급학교 개교
- 1955년 : 고등학교 신설 및 교또조선중고급학교로 변경

## 문화
영화 《박치기!》에 나오는 조선학교는 이 학교를 모티브로 삼았다.